# ساختمان استانداری
ساختمان استانداری مربوط به دوره پهلوی است و در رشت، ضلع میدان شهرداری، خیابان سعدی واقع شده و این اثر در تاریخ ۲۵ اسفند ۱۳۷۹ با شمارهٔ ثبت ۳۴۹۶ به‌عنوان یکی از آثار ملی ایران به ثبت رسیده است.